# Taq-e Bostan

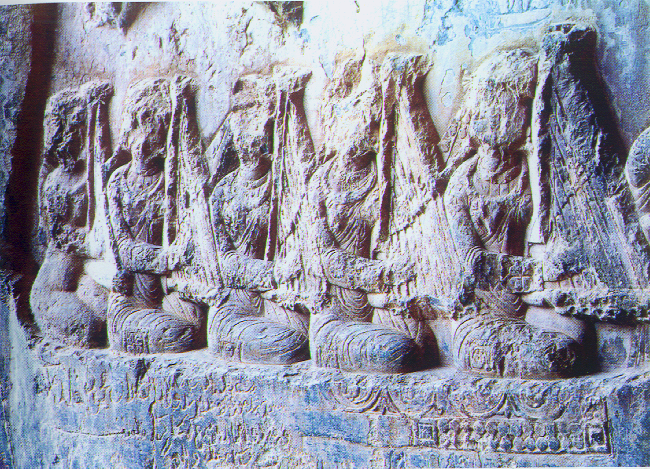
Aquest gravat de Taq-e Bostan presenta unes dones tocant l'arpa persa

Taq-e Bostan (farsi:, طاق بستان, 'arc del jardí') és un indret que conté una sèrie de relleus en la roca de l'època de l'Imperi Sassànida a l'Iran, la dinastia iraniana que governà l'Àsia occidental del 226 al 650. Aquest exemple d'art sassànida és a 5 km de Kermansah, a l'Iran occidental. És al cor de les muntanyes Zagros, on ha resistit al llarg de gairebé 1.700 anys de vent i pluja. El lloc s'ha convertit en un parc arqueològic i s'hi han agrupat una sèrie de capitells de columnes de l'època sassànida tardana i islàmica (algunes es troben a Taq-e Bustan, i altres a Bisitun i Kermansah).
Les talles en pedra, unes de les més belles i millor conservades de l'escultura persa sota els sassànides, inclouen representacions de la coronació d'Artaxerxes II (379–383) i Sapor III (383–388).
Els reis sassànides escolliren aquest bell paratge per als seus relleus en roca, al costat d'un campament de caravanes en la ruta de la seda. Originàriament policroms, tenien fonts a prop i sota els relleus i els arcs. Actualment, encara hi ha algunes deus sagrades que omplin una àmplia piscina a la base de la muntanya.
Taq-e Bostan és un dels exemples de la trentena de restes sassànides que hi ha a Zagros.

## Descripció dels relleus en roca
Taq-i Bostan comprén un relleu en roca que se sosté per si mateix i altres d'associats amb dos arcs tallats en la roca. Il·lustren les cerimònies d'investidura d'Artaxerxes II, Sapor II, Sapor III i Còsroes II. També n'hi ha escenes de caça de Còsroes II.

### La investidura d'Artaxerxes II

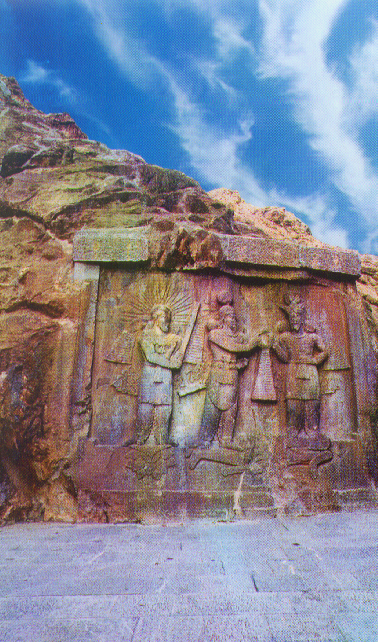
La primera escena fora de l'arc, coronació d'Artaxerxes II

El primer relleu de Taq-e Bostan, i aparentment el més antic, és un relleu en roca amb la cerimònia de coronació d'Artaxerxes II (379-383) pel seu predecessor Sapor II o Ahura Mazda. Artaxerxes II rep l'anell adornat amb cintes - símbol de la investidura reial - del seu predecessor Sapor II o Ahura Mazda. Les dues figures principals estan en peus sobre l'emperador romà caigut Julià l'Apòstata (361-363). Artaxerxes tingué un paper important en la seua derrota durant el regnat de Sapor II (309-379). Excepcional en l'art sassànida és el fet que aquest és un retrat, basat en la imatge de Julià tal com apareixia en les monedes romanes. Artaxerxes II s'instal·là com a governador interí, esperant que arribara a la majoria d'edat l'hereu reial, Sapor III (383-388). La quarta figura és el déu Mitra dempeus sobre una flor de lotus. És el protector dels juraments i testimonia aquest pacte.
El folklore persa interpretà l'escena com la victòria dels primers reis sassànides sobre Artaban V, el darrer rei de la dinastía pàrtia. La figura de Mitra inspirà les representacions de Zaratustra.
El plafó en relleu es mesurà el 15 d'agost de 2007: feia 4,07 m d'ample i 3,9 m d'alt.

### Sapor II i Sapor III
L'arc menor o iwan (Taq-i Bustan II) té en la part superior del mur dues inscripcions en pahlavi que identifiquen dues figures reials com a Sapor II i el seu fill Sapor III. Són un enfront de l'altre. El vestíbul de l'arc fa 6 x 5 x 3,6 m. Degué ser construït durant el regnat de Sapor III i alguns n'assenyalen com a data de conclusió l'any 385. La corona reial de Sapor III, però, no concorda amb la qual apareix en les seues monedes i s'assembla més a la del seu predecessor Artaxerxes II. S'ha argüit que els texts representen una usurpació del relleu d'Artaxerxes per Sapor III. La traducció de les inscripcions és:
Inscripció de Sapor II:
Aquesta és la figura del senyor Sapor, venerador de Mazda, el rei dels reis de l'Iran i Aniran, el poble dels quals descendeix dels déus. Fill del senyor Ormazd, venerador de Mazda, el rei dels reis de l'Iran i Aniran, el poble dels quals descendeix dels déus, net del senyor Narsés, el Xahanxà (rei dels reis).
Inscripció de Sapor III:
Aquesta és la figura del senyor Sapor, venerador de Mazda, el rei dels reis de l'Iran i Aniran, el poble dels quals descendeix dels déus. Fill del senyor Sapor, venerador de Mazda, el rei dels reis de l'Iran i Aniran, el poble dels quals descendeix dels déus, net del senyor Ormazd, el rei dels reis.
Les figures dels dos reis estan tallades en baix relleu, mirant-se l'un a l'altre. Cada figura fa prop de 2,97 m. Sapor II en seria el de la dreta i Sapor III el de l'esquerra. Tenen les mans en una llarga espasa que apunta cap avall. La mà dreta sosté l'empunyadura i l'esquerra descansa en la beina. Ambdues figures llueixen pantalons amples, collarets, cabells rullats i barba apuntada que acaba en un anell.

### Iwan de Còsroes II
Se sol considerar que les tres figures del mur posterior del gran iwan representen Còsroes II (591-628) flanquejat per Ahura Mazda i Anahita. Estan col·locats damunt d'un cavaller muntat persa, que es creu que és el mateix Còsroes muntant el seu cavall favorit. No hi ha, però, unanimitat a l'hora d'identificar aquest rei sassànida tardà. Les dues figures que l'atenen es considera, a vegades, que són un sacerdot i una sacerdotessa, més que els déus Ahura Mazda i Anahita.
Un dels relleus més impressionants dins de la gruta més gran o iwan és la gegantesca figura a cavall del rei sassànida Còsroes II, en què tant el cavall com el genet duen armadura completa.

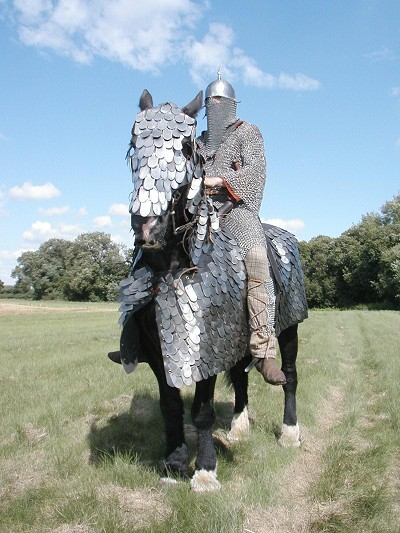
Catafracta sassànida medieval, Uther Oxford 2003 06 2(1)

El front de l'arc tallat en la roca té tallat l'arbre de la vida o arbre sagrat. Damunt de l'arc i en dos costats oposats estan les figures de dues dones alades amb diademes.
El plafó amb el relleu eqüestre, mesurat el 16 d'agost de 2007, resulta tenir 7,45 m d'ample per 4,25 m d'alt.

### Relleu de Dowlatxah
Avançant mil tres-cents anys cap a davant, el darrer relleu superior mostra un governador qajar del s. XIX a la ciutat de Kermansah, Dowlatxah, tallant un relleu en un gran arc.

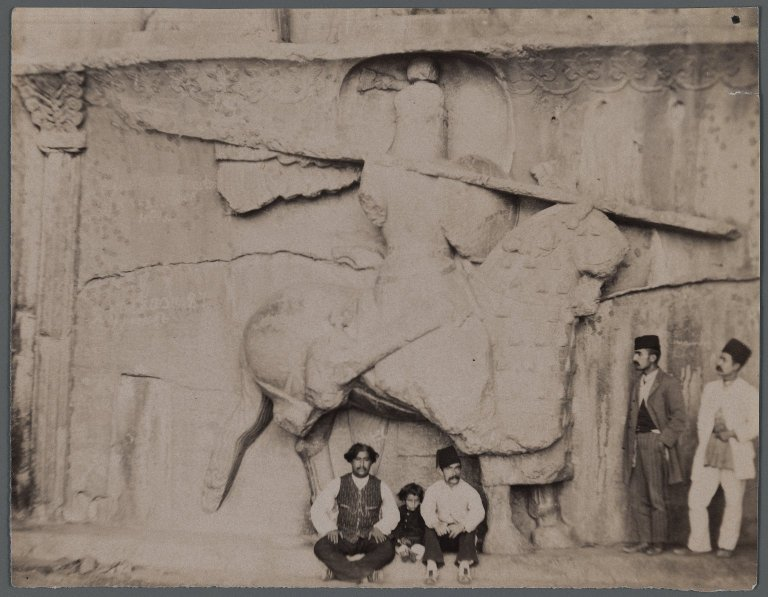
Una foto antiga presa a Taq-e Bostan a la fi del període qajar (anys 1910-1920)